# Seznam vrcholů ve Stolických vrších
Seznam vrcholů ve Stolických vrších zahrnuje pojmenované vrcholy s nadmořskou výškou nad 1000 m. K sestavení seznamu bylo použito map dostupných na stránkách hiking.sk. Jako hranice pohoří byly uvažovány hranice stejnojmenného geomorfologického celku.

## Seznam vrcholů
| #   | Vrchol        | Výška (m) | Souřadnice                       | Podcelek        | Přístup                                                                        |
| --- | ------------- | --------- | -------------------------------- | --------------- | ------------------------------------------------------------------------------ |
| 1.  | Stolica       | 1477      | 48°46′25″ s. š., 20°12′26″ v. d. | Stolica         | červená turistická značka · modrá turistická značka · zelená turistická značka |
| 2.  | Kohút         | 1409      | 48°43′49″ s. š., 20°10′57″ v. d. | Stolica         | modrá turistická značka · zelená turistická značka                             |
| 3.  | Kyprov        | 1391      | 48°47′32″ s. š., 20°11′44″ v. d. | Stolica         | modrá turistická značka                                                        |
| 4.  | Falterov vrch | 1338      | 48°44′42″ s. š., 20°10′57″ v. d. | Stolica         | zelená turistická značka                                                       |
| 5.  | Buchvald      | 1293      | 48°49′54″ s. š., 20°15′16″ v. d. | Stolica         | neznačeno                                                                      |
| 6.  | Priehybka     | 1219      | 48°48′56″ s. š., 20°11′39″ v. d. | Stolica         | modrá turistická značka                                                        |
| 7.  | Čelo          | 1210      | 48°46′59″ s. š., 20°08′38″ v. d. | Stolica         | neznačeno                                                                      |
| 8.  | Kozovec       | 1203      | 48°50′48″ s. š., 20°13′49″ v. d. | Stolica         | neznačeno                                                                      |
| 9.  | Grúň          | 1197      | 48°45′35″ s. š., 20°14′39″ v. d. | Stolica         | zelená turistická značka                                                       |
| 10. | Malý Kohút    | 1192      | 48°43′22″ s. š., 20°10′40″ v. d. | Stolica         | modrá turistická značka · žlutá turistická značka                              |
| 11. | Príslop       | 1161      | 48°45′20″ s. š., 20°15′29″ v. d. | Stolica         | neznačeno                                                                      |
| 12. | Salašiská     | 1132      | 48°39′36″ s. š., 19°59′48″ v. d. | Tŕstie          | červená turistická značka                                                      |
| 13. | Tŕstie        | 1121      | 48°39′05″ s. š., 19°59′17″ v. d. | Tŕstie          | červená turistická značka                                                      |
| 14. | Skalka        | 1116      | 48°44′41″ s. š., 20°13′22″ v. d. | Stolica         | neznačeno                                                                      |
| 15. | Holcková      | 1102      | 48°39′30″ s. š., 19°35′04″ v. d. | Tŕstie          | neznačeno                                                                      |
| 16. | Pálenisko     | 1098      | 48°46′31″ s. š., 20°14′38″ v. d. | Stolica         | neznačeno                                                                      |
| 17. | Tŕstie        | 1093      | 48°39′21″ s. š., 20°00′23″ v. d. | Tŕstie          | neznačeno                                                                      |
| 18. | Nižný vrch    | 1082      | 48°38′55″ s. š., 20°00′11″ v. d. | Tŕstie          | zelená turistická značka                                                       |
| 19. | Skalie        | 1076      | 48°49′26″ s. š., 20°16′23″ v. d. | Stolica         | neznačeno                                                                      |
| 20. | Krížna poľana | 1018      | 48°41′27″ s. š., 20°02′16″ v. d. | Tŕstie          | neznačeno                                                                      |
| 21. | Domošky       | 1012      | 48°38′21″ s. š., 20°00′13″ v. d. | Tŕstie          | zelená turistická značka                                                       |
| 22. | Ostrá         | 1011      | 48°37′31″ s. š., 19°55′01″ v. d. | Klenovské vrchy | neznačeno                                                                      |